# David III Strathbogie
David III Strathbogie (vers 1309 – 30 novembre 1335) est un noble écossais du XIVe siècle qui fut le 11e comte d'Atholl de 1333 à 1335.

## Origine
David III de Strathbogie et le fils et héritier de David II Strathbogie comte d'Atholl, Connétable d'Écosse qui avait été banni par Robert Bruce et était devenu Gardien du Northumberland, et de son épouse Jeanne, fille aînée de John III Comyn, le Jeune seigneur de Badenoch & Gardien de l'Écosse de 1299 à 1304.

## Prétendant et comte d'Atholl
David de Strathbogie est convoqué au Parlement anglais des 25 janvier 1330 et 24 juillet 1334, par des messages où il est nommé « David de Strabolgi comiti Athol », titre confisqué à son père en 1314.
En 1330 la couronne anglaise lui confère le fief et le château d'Odogh, en Irlande, qui avait appartenu à son grand-oncle maternel, Aymar de Valence, comte de Pembroke.
En 1332, il accompagne Édouard Balliol en Écosse avec les autres « Déshérités » , et il est un des artisans de la victoire sur les forces royales écossaises lors de la bataille de Dupplin Moor, le 11 août 1332, qui permet à Balliol d'être couronné roi des Scots à Scone le 24 septembre et à David de recevoir le comté d'Atholl . Il se rebelle brièvement au cours de l'été 1334, mais est pardonné. L'année suivante, David III à la tête des troupes fidèles à Édouard Balliol affronte Andrew Murray de Bothwell lors de la bataille de Culblean où il est vaincu et tué.

## Union et postérité
David III avait épousé Catherine fille de Henri de Beaumont, comte titulaire de Buchan, et d'Alice, file aînée et cohéritière d'Alexander Comyn dont :
- David IV Strathbogie comte titulaire d'Atholl.
- Isabelle épouse un chevalier Edmond de Cornwall.

## Sources
- (en) Michael Brown The Wars of Scotland 1214-1371 Edinburgh University Press (Edinburgh 2004)  (ISBN 0748612386).
- (en) John L. Roberts  Lost Kingdoms. Celtic Scotland and the Middle Ages Edinburgh University Press (Edinburgh 1997).